# Eleição municipal de Nova Friburgo em 2020
A eleição municipal de Nova Friburgo em 2020 ocorreu no dia 15 de novembro de 2020, com o objetivo de eleger um prefeito, um vice-prefeito e 21 vereadores do município fluminense. Os eleitos assumiram seus cargos no dia 1 de janeiro de 2021, e seus mandatos terão fim no dia 31 de dezembro de 2024. No total, foram apresentadas dezesseis candidaturas ao cargo de prefeito, sendo, juntamente com Campo Grande, Contagem, Curitiba, Goiânia e Santos, a cidade com mais postulantes ao cargo no ano.
Inicialmente, a eleição estava marcada para o dia 4 de outubro. Porém, devido ao agravamento da pandemia de COVID-19 no Brasil, houve a modificação das datas.
O prefeito eleito foi o engenheiro mecânico, ex-vereador e ex-presidente do COJENF Johnny Maycon, candidato do Republicanos, que recebeu 23,28% dos votos válidos, superando o também ex-vereador e ex-deputado estadual Wanderson Nogueira, do PDT, com 18,52%.

## Contexto político e pandemia
As eleições municipais de 2020 foram marcadas, antes mesmo de iniciada a campanha oficial, pela pandemia de COVID-19 no Brasil, o que fez com que os partidos remodelassem suas estratégias de pré-campanha. O Tribunal Superior Eleitoral (TSE) autorizou os partidos a realizarem as convenções para escolha de candidatos aos escrutínios por meio de plataformas digitais de transmissão, para evitar aglomerações que possam proliferar o coronavírus. Alguns partidos recorreram a mídias digitais para lançar suas pré-candidaturas.
Além disso, a partir deste pleito, será colocada em prática a Emenda Constitucional 97/2017, que proíbe a celebração de coligações partidárias para as eleições legislativas.

### Gestão de Renato Bravo
O então prefeito Renato Bravo foi duramente criticado devido à sua gestão e seus níveis de rejeição estavam altos. O prefeito quase teve sua candidatura à reeleição impugnada por conta da rejeição das contas do Poder Executivo referentes ao ano de 2018 pelo TCE-RJ. Em 2019, chegou a sofrer um pedido de impeachment, rejeitado pela Câmara Municipal por 14 votos a 6.

## Candidatos
| Candidato(a) a prefeito(a) | Candidato(a) a prefeito(a) | Candidato(a) a prefeito(a)  | Candidato(a) a vice-prefeito(a)  | Nº | Coligação/Partido                                                      | Tempo de horário eleitoral |
| -------------------------- | -------------------------- | --------------------------- | -------------------------------- | -- | ---------------------------------------------------------------------- | -------------------------- |
|                            |                            | Renato Bravo PP             | Marcos Marins PP                 | 11 | Nova Friburgo no Caminho para o Desenvolvimento PP, MDB                | 1 min e 24 s               |
|                            |                            | Sérgio Louback PSC          | Márcia Carestiato PL             | 20 | A Força da Família Friburguense PSC, PL, PSDB                          | 1 min e 22 s               |
|                            |                            | Alexandre Cruz Cidadania    | De Luca da Federal DEM           | 23 | Zelando e Protegendo Nova Friburgo Cidadania, PODE, DEM, Solidariedade | 1 min e 19 s               |
|                            |                            | Delegada Danielle Bessa PSL | Adalto Lomba Patriota            | 17 | Nova Friburgo com Ordem e Progresso PSL, Patriota                      | 1 min e 12 s               |
|                            |                            | Wanderson Nogueira PDT      | Gabriel Mafort PSB               | 12 | Coragem para uma Nova Friburgo PDT, PSB                                | 1 min e 11 s               |
|                            |                            | Silvia Faltz PT             | Rogerio Rocha PT                 | 13 | Partido dos Trabalhadores PT                                           | 1 min e 4 s                |
|                            |                            | Juvenal Condack PSD         | Dr. Felipe Mafort PSD            | 55 | Partido Social Democrático PSD                                         | 43 segundos                |
|                            |                            | Johnny Maycon Republicanos  | Serginho Doce Mania Republicanos | 10 | Republicanos                                                           | 38 segundos                |
|                            |                            | Dr. Luis Fernando PROS      | Claudia Carvalho DC              | 90 | Nova Friburgo para Todos PROS, PTB, DC                                 | 24 segundos                |
|                            |                            | Cláudio Damião PSOL         | Gustavo Caldeira PSOL            | 50 | Construção Coletiva PSOL, PCB                                          | 16 segundos                |
|                            |                            | Dr. Arthur Avante           | José Motta Avante                | 70 | Avante                                                                 | 12 segundos                |
|                            |                            | Cacau Rezende PV            | Dib Curi PV                      | 43 | Partido Verde PV                                                       | 9 segundos                 |
|                            |                            | André Montechiari PRTB      | Marcelo Sanglard PRTB            | 28 | Partido Renovador Trabalhista Brasileiro PRTB                          | Não possui                 |
|                            |                            | Lucidarlen Novaes PMB       | Carlos Maduro PMB                | 35 | Partido da Mulher Brasileira PMB                                       | Não possui                 |
|                            |                            | Hugo Moreno PSTU            | Acácio Hermann PSTU              | 16 | Partido Socialista dos Trabalhadores Unificado PSTU                    | Não possui                 |
|                            |                            | Mariozam da Rádio PTC       | Glayce Cardinot PTC              | 36 | Partido Trabalhista Cristão PTC                                        | Não possui                 |

## Resultado

### Prefeito
| Candidato(a)                  | Vice                               | Votos recebidos | Votos recebidos |
| Candidato(a)                  | Vice                               | Total           | Percentagem     |
| ----------------------------- | ---------------------------------- | --------------- | --------------- |
| Johnny Maycon (Republicanos)  | Serginho Doce Mania (Republicanos) | 22.277          | 23,28%          |
| Wanderson Nogueira (PDT)      | Gabriel Mafort (PSB)               | 17.726          | 18,52%          |
| Dr. Luis Fernando (PROS)      | Claudia Carvalho (DC)              | 9.955           | 10,40%          |
| Alexandre Cruz (Cidadania)    | De Luca da Federal (DEM)           | 9.356           | 9,78%           |
| Sérgio Louback (PSC)          | Márcia Carestiato (PL)             | 7.574           | 7,92%           |
| André Montechiari (PRTB)      | Marcelo Sanglard (PRTB)            | 6.615           | 6,91%           |
| Cláudio Damião (PSOL)         | Gustavo Caldeira (PSOL)            | 5.088           | 5,32%           |
| Delegada Danielle Bessa (PSL) | Adalto Lomba (Patriota)            | 4.240           | 4,43%           |
| Dr Arthur (Avante)            | José Motta (Avante)                | 3.628           | 3,79%           |
| Renato Bravo (PP)             | Marcos Marins (PP)                 | 3.538           | 3,70%           |
| Juvenal Condack (PSD)         | Dr. Felipe Mafort (PSD)            | 2.222           | 2,32%           |
| Silvia Faltz (PT)             | Rogerio Rocha (PT)                 | 1.059           | 1,11%           |
| Mariozam da Rádio (PTC)       | Glayce Cardinot (PTC)              | 856             | 0,89%           |
| Cacau Rezende (PV)            | Dib Curi (PV)                      | 641             | 0,67%           |
| Lucidarlen Novaes (PMB)       | Carlos Maduro (PMB)                | 614             | 0,64%           |
| Hugo Moreno (PSTU)            | Acácio Hermann (PSTU)              | 298             | 0,31%           |
| → Total de votos válidos      | → Total de votos válidos           | 95.687          | 87.85%          |
| → Votos em branco             | → Votos em branco                  | 4.217           | 3,87%           |
| → Votos nulos                 | → Votos nulos                      | 9.014           | 8,28%           |
| Total                         | Total                              | 108.918         | 71,89%          |
| Abstenções                    | Abstenções                         | 42.584          | 28.11%          |
| Eleitorado apto               | Eleitorado apto                    | 151.502         | 151.502         |

### Vereador
Com a reforma política ocorrida em 2017, esta foi a primeira eleição em que não houve coligações proporcionais, ou seja, os candidatos representaram unicamente suas siglas e elas elegeram suas bancadas individualmente.
Esta eleição foi marcada pela saída do ilustre vereador Professor Pierre, do PSB, após três mandatos consecutivos.
| Candidato(a)                 | Partido                  | Votos recebidos | Votos recebidos |
| Candidato(a)                 | Partido                  | Total           | Percentagem     |
| ---------------------------- | ------------------------ | --------------- | --------------- |
| Maiara Felicio               | PT                       | 1.870           | 1,91%           |
| Marcinho                     | Republicanos             | 1.464           | 1,50%           |
| Joelson do Pote              | PDT                      | 1.443           | 1,47%           |
| Zezinho do Caminhão          | PSB                      | 1.427           | 1,46%           |
| Dirceu Tardem                | PSB                      | 1.409           | 1,44%           |
| Professor Pierre             | PSB                      | 1.297           | 1,32%           |
| Carlinhos do Kiko            | PROS                     | 1.282           | 1,31%           |
| Christiano Huguenin          | MDB                      | 1.146           | 1,17%           |
| Janio                        | DC                       | 1.139           | 1,16%           |
| Angelo Gaguinho              | DC                       | 1.130           | 1,15%           |
| Isaque Demani                | PP                       | 1.125           | 1,15%           |
| Cascão do Povo               | Patriota                 | 1.052           | 1,07%           |
| Renato Abi Ramia             | PDT                      | 1.037           | 1,06%           |
| Vanderleia Abrace Essa Ideia | PP                       | 1.024           | 1,05%           |
| Alcir Fonseca                | PP                       | 981             | 1,00%           |
| Maicon Gonçalves             | DC                       | 939             | 0,96%           |
| Rodrigo Inácio               | PSOL                     | 934             | 0,95%           |
| Pastor Wallace               | Republicanos             | 934             | 0,95%           |
| Priscilla Pitta              | Cidadania                | 920             | 0,94%           |
| Professor Uderson            | PDT                      | 912             | 0,93%           |
| Marcio Damazio               | Cidadania                | 870             | 0,89%           |
| Professor André              | PL                       | 818             | 0,84%           |
| Cláudio Leandro              | PL                       | 814             | 0,83%           |
| Repórter Maicon Queiroz      | PSC                      | 783             | 0,80%           |
| Jorge Leite                  | DC                       | 774             | 0,79%           |
| Waltinho Vieira              | DC                       | 759             | 0,78%           |
| Wellington Moreira           | PSL                      | 751             | 0,77%           |
| Jose Roberto Pacheco Folly   | PSC                      | 750             | 0,77%           |
| Ocimar Teixeira              | PSB                      | 742             | 0,76%           |
| Norival                      | PT                       | 741             | 0,76%           |
| Chico Barros                 | PSC                      | 732             | 0,75%           |
| Nami Nassif                  | PSD                      | 711             | 0,73%           |
| Ceará                        | PSD                      | 707             | 0,72%           |
| Luana Negralu                | PSOL                     | 701             | 0,72%           |
| Vanozinho                    | PSC                      | 690             | 0,70%           |
| José Armando                 | PSC                      | 657             | 0,67%           |
| Pastor Guto Rodrigues        | PSC                      | 611             | 0,62%           |
| Dr. Bruno                    | PODE                     | 607             | 0,62%           |
| Waldemir Veloso              | PP                       | 602             | 0,61%           |
| Luciana Pires                | MDB                      | 569             | 0,58%           |
| Evandro Rocha                | PSB                      | 563             | 0,57%           |
| Dr. Maicon Frattani          | Patriota                 | 542             | 0,55%           |
| Max Bill                     | Avante                   | 539             | 0,55%           |
| Marcondes Queiroz            | Cidadania                | 531             | 0,54%           |
| Nathalia Palquinho           | PL                       | 519             | 0,53%           |
| Reginaldo Moraes             | Avante                   | 507             | 0,52%           |
| José Carlos Schuvalwb        | PRTB                     | 497             | 0,51%           |
| Walace Piran                 | PSDB                     | 496             | 0,51%           |
| → Total de votos válidos     | → Total de votos válidos | 97.411          | 89,44%          |
| → Votos em branco            | → Votos em branco        | 4.028           | 3,69%           |
| → Votos nulos                | → Votos nulos            | 7.479           | 6,87%           |
| Total                        | Total                    | 108.918         | 71,89%          |
| Abstenções                   | Abstenções               | 42.584          | 28.11%          |
| Eleitorado apto              | Eleitorado apto          | 151.502         | 151.502         |